# Lerchkogel
Lerchkogel eller Lärchkogel är ett berg på gränsen mellan Bayern i Tyskland och Tyrolen i Österrike.  Toppen på Lerchkogel är 1 688 meter över havet.